# Toque-Toque Grande e Toque-Toque Pequeno

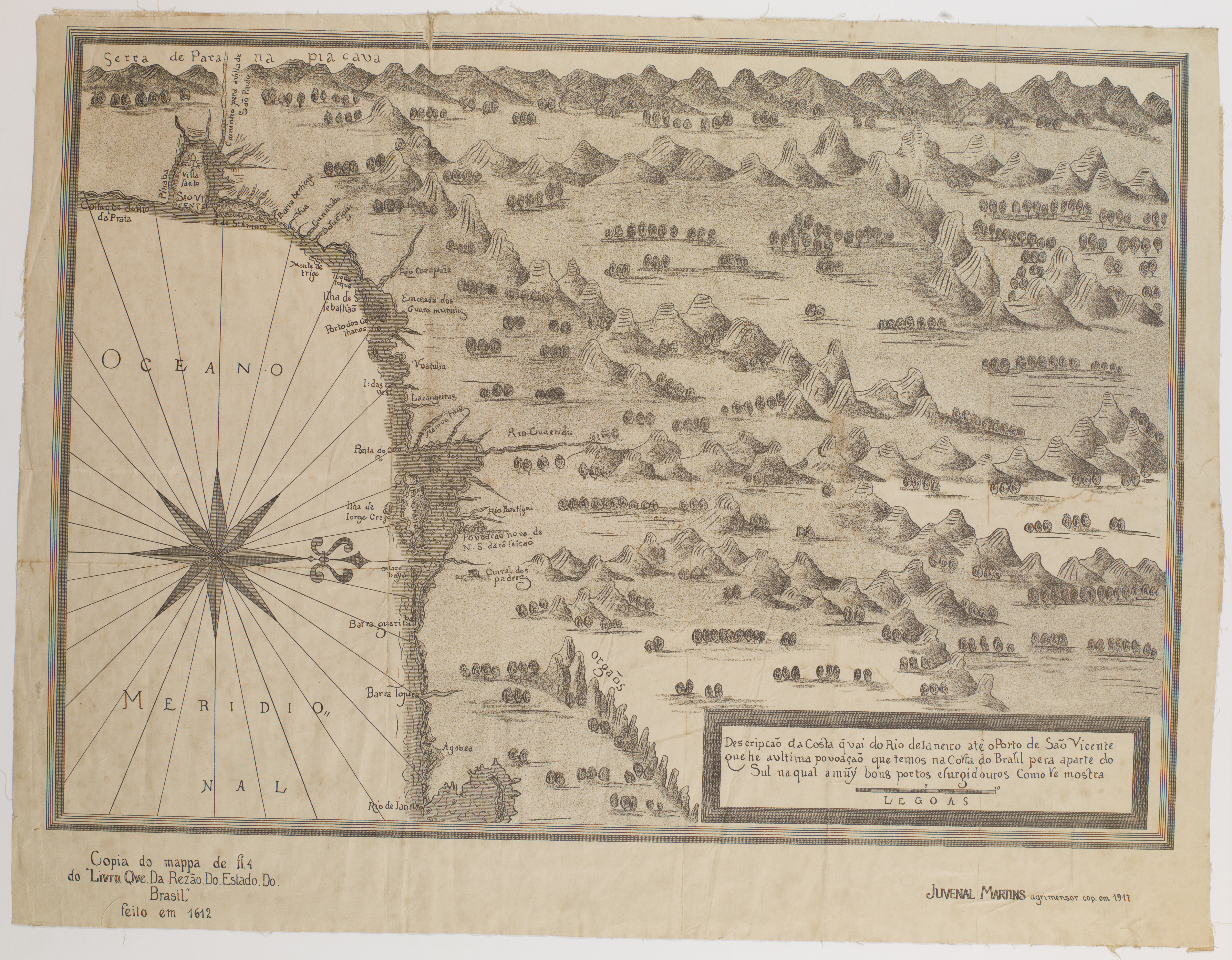
Mapa de 1612 com a localização de Toque-Toque.

Toque Toque Grande e Toque Toque Pequeno são duas praias situadas no litoral norte de  São Paulo, no município de São Sebastião, Brasil. Elas estão separadas pela Praia das Calhetas, que fica a apenas 2,4 km de distância uma da outra, sendo assim muito próximas uma da outra. O nome "Toque-Toque" vem do Tupi-Guarani e significa "ilha", referindo-se ao tamanho das ilhas em frente às praias e não às praias em si. Portanto, a principal diferença entre elas reside na extensão das praias e nas ilhas que as acompanham. Toque Toque Grande a praia é pequena mas a Ilha a sua frente é grande, por isso: Toque Toque Grande e Toque Toque Pequeno é o inverso.
Consequentemente, existe uma distinção significativa no tamanho e na infraestrutura de cada praia. Toque Toque Grande tem cerca de 400 metros de extensão, enquanto Toque Toque Pequeno possui mais de um quilômetro de praia, oferecendo mais opções de comércio, hospedagem e barracas de praia.

## Toque-Toque Grande

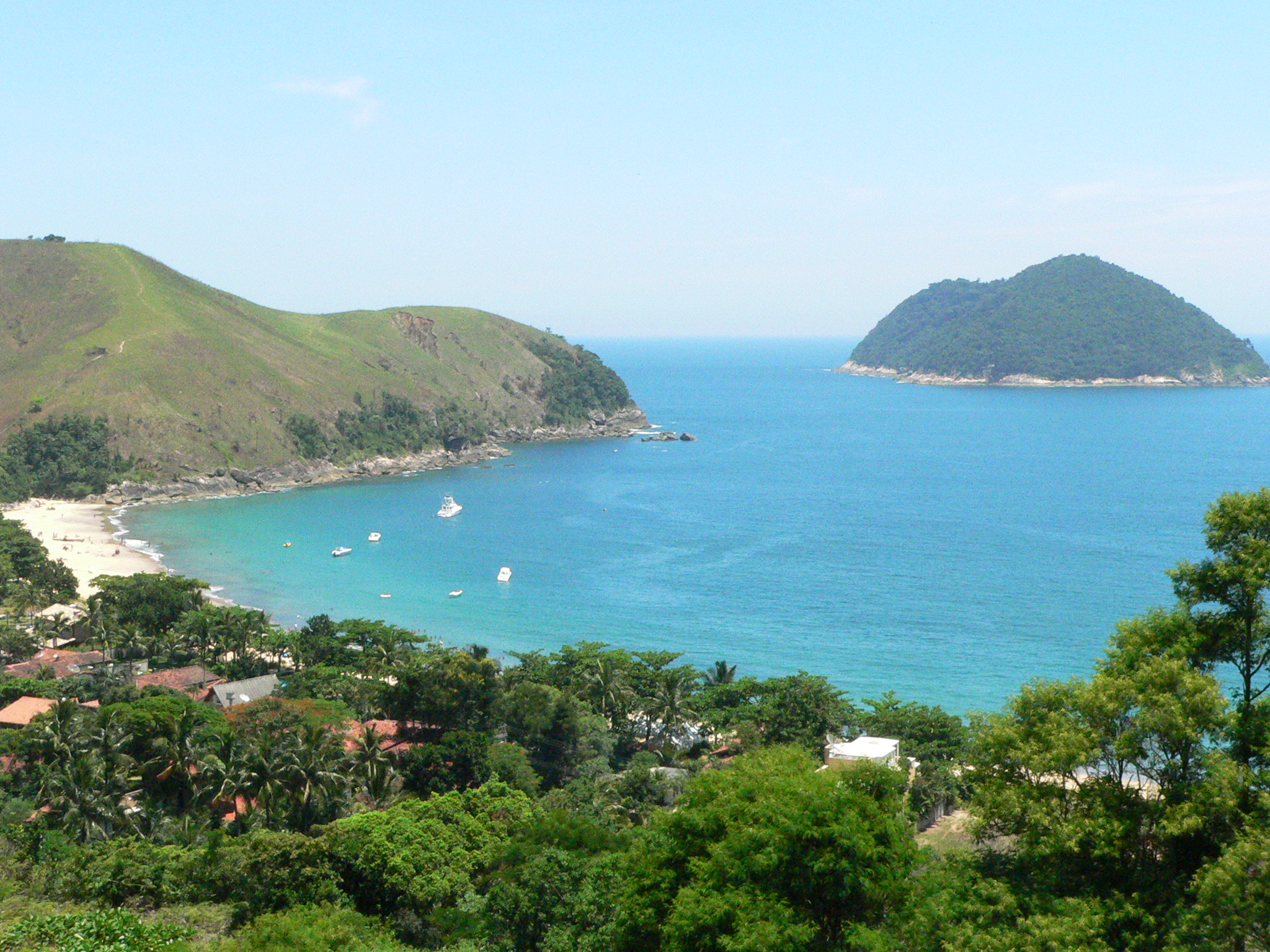
Praia de Toque-Toque Grande. A Ilha de Toque-Toque Grande pode ser vista à direita.

Curiosamente, Toque Toque Grande é a menor das duas praias quando comparadas. Isso se deve ao fato de que a ilha em frente a Toque Toque Grande é maior, influenciando sua denominação. A praia é menos movimentada, com infraestrutura limitada e poucas opções de hospedagem. Não há restaurantes nem comércio, permitindo que Toque Toque Grande mantenha sua essência de vila de pescadores, com casas de veraneio e moradias simples, proporcionando uma atmosfera tranquila e natural.
Muitas casas de classe-média cercam a praia, não há restaurantes, apenas algumas barraquinhas de pescadores.
A quase dois quilômetros da ponta esquerda da praia, existe a Ilha de Toque-Toque Grande (maior que a de Toque-Toque Pequeno), desabitada e sem praias mas visitada para mergulho profundo.

## Toque-Toque Pequeno

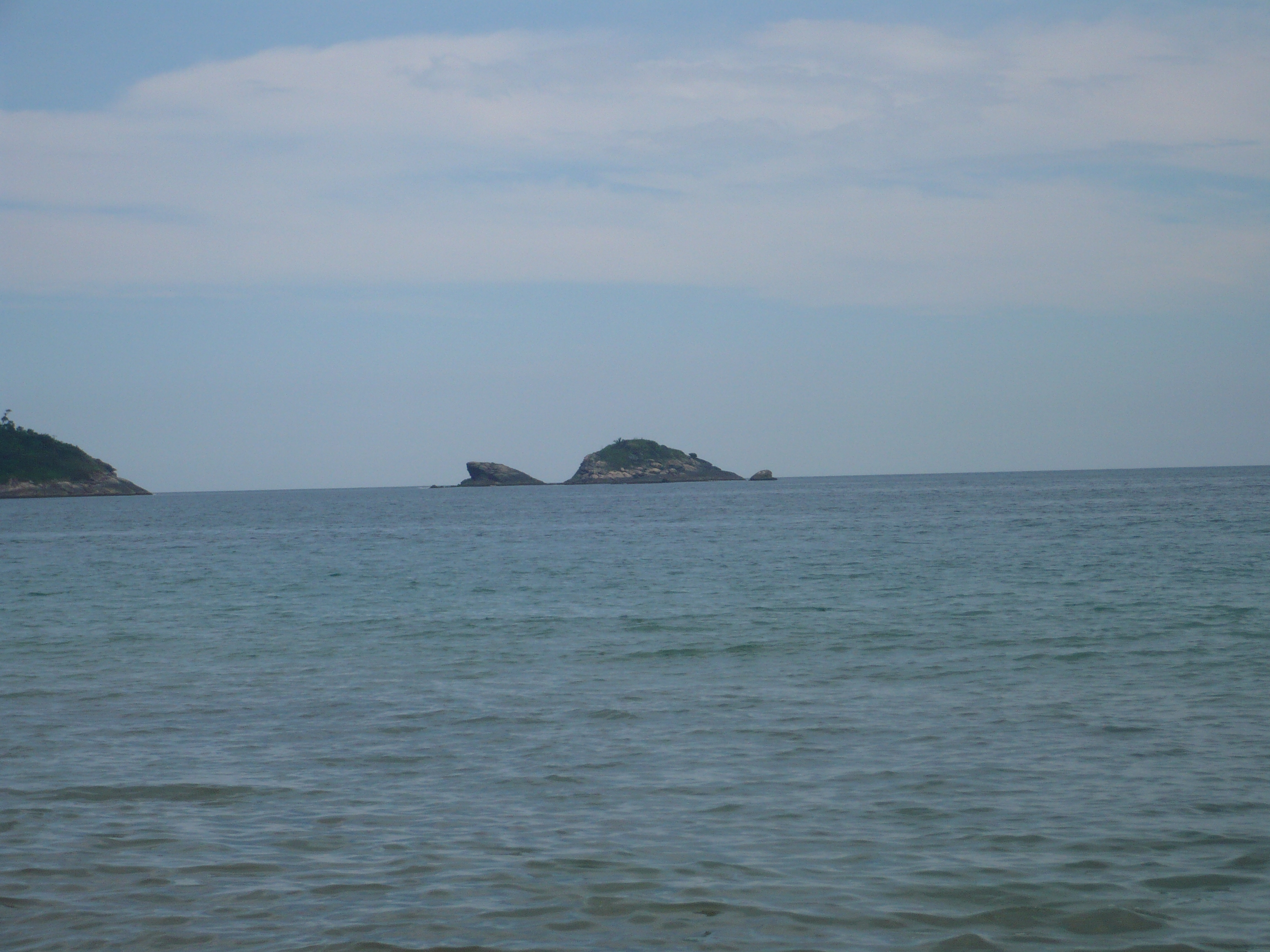
A Ilha de Toque-Toque Pequeno e seu formato de tartaruga vistas da Praia de Santiago.

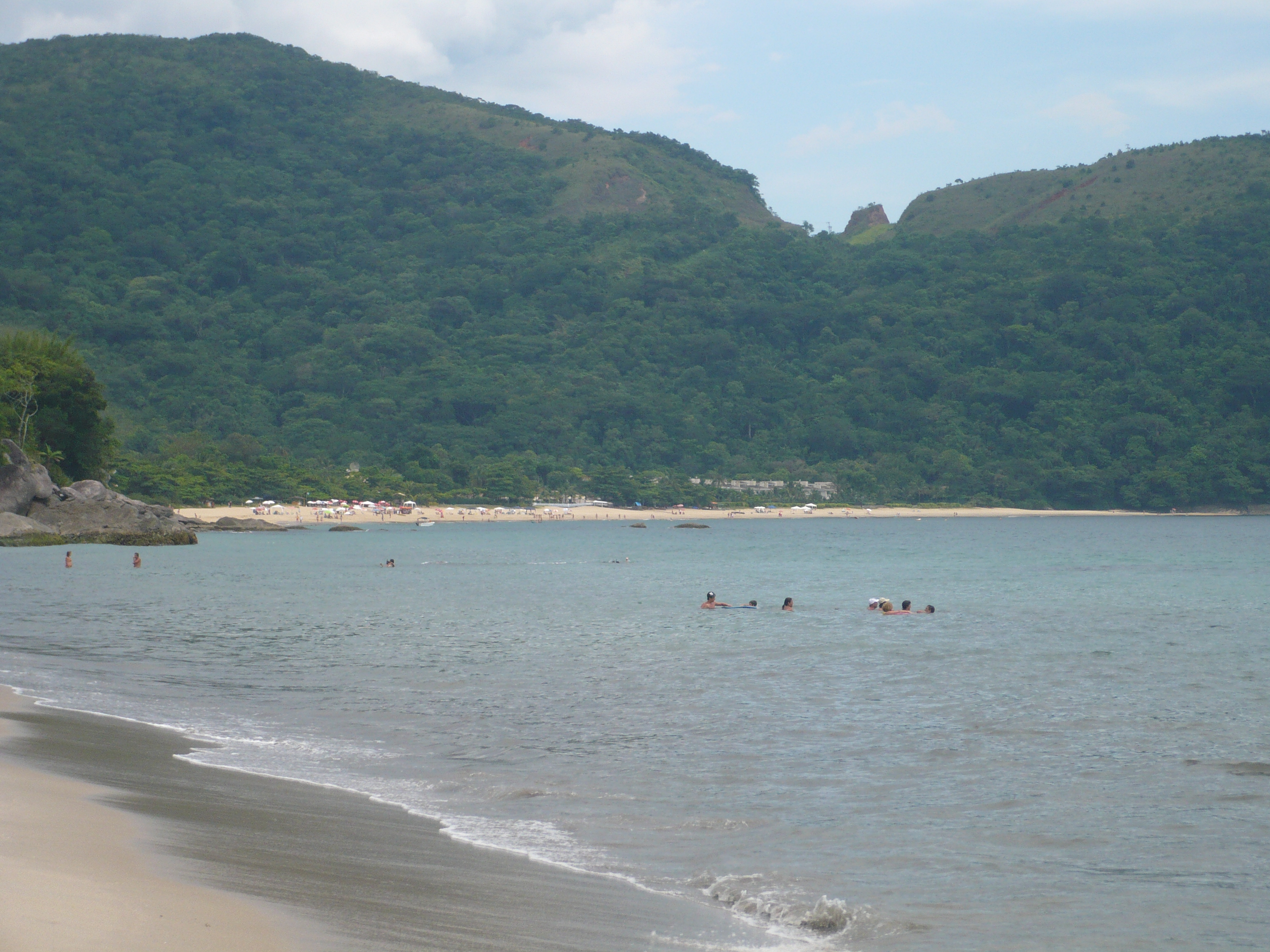
Toque-Toque Pequeno vista da Praia de Santiago.

Toque-Toque Pequeno é a segunda praia depois de Toque-Toque Grande, indo na direção noroeste. Ela é maior que a sua "irmã", e sua paisagem é praticamente a mesma: casas de classe média, restaurantes e ondas fracas ou moderadas. A sua ilha é muito menor que a de Toque-toque Grande, e lembra uma tartaruga quando vista do continente.